# 군의관
군의관(軍醫官)은 군대 내에서 환자를 치료하는 임무를 담당하는 군대 의사이다.

## 대한민국의 군의관
- 정식 명칭은 군의장교(軍醫將校)이며, 흔히 군의관으로도 통용된다. 의사는 군의장교(의사인 군의관을 따로 부르는 명칭은 없다.), 치과의사는 치의장교, 한의사는 한의장교로 불린다.
- 고려 충렬왕 때에는 사병관(司病官)이라는 표현으로 군의가 존재하였다.[1]

## 군의관의 역할
- 환자의 치료, 후송체계의 관리, 의무부대의 지휘 등 의무작전의 책임자이자, 부대 작전 간 의료적 조언 및 지원을 담당하는 의무참모로서 일한다.
- 군내 질병에 대한 역학조사, 연구 등을 통해 장병의 건강증진 및 전투력 보존과 군진의학 발달에 기여하고 있다.

## 단기 군의관의 선발
- 대한민국 의사면허증을 소지한 현직 의사, 치과의사면허증을 소지한 치과의사 및 한의사 면허증을 소지한 한의사 중 군인사법에 따른 학력, 연령, 신체 등의 기준을 만족하는 사람은 군의사관으로 지원할 수 있다.
- 이후 선발평가에 의해 선발된 군의사관 지원자는 군의장교로 임관할 수 있다.
- 군의관으로 선발되지 않은 의사, 치과의사, 한의사 중 공중보건의사나 징병검사전담의사로 대체복무를 하는 경우도 있으며, 공중보건의사나 징병검사전담의사는 둘 다 공무원의 신분이다.[2]
- 군의관의 선발은 전역 등으로 인한 결원 및 군에서 필요로 하는 수에 맞춰 각 전문 분야와 연도에 따라 그 비율이 달라질 수 있다.

## 단기 군의관의 의무복무기간
- 특별한 사유가 없을 경우 임관 계급에 관계없이 36개월(사관후보생으로서의 훈련기간 제외)이다.

## 단기 군의관의 계급
- 군의관의 계급은 사회에서 의사, 치과의사, 한의사로 근무한 경력을 최저복무기간으로 계산하여 정한다. 사회에서의 의사경력이 1년일 경우 중위로, 3년 이상일 경우 대위로 임관한다.
- 예를 들어, 사회에서 의사로서 2년간 근무한 후 입대한 의사의 경우 2년간의 경력을 최저복무기간으로 계산하여, 중위 2호봉으로 임관하게 된다. 따라서, 임관한 해 말에 대위로의 최저복무기간에 도달하게 되며, 그 해에 대위 진급심사를 받은 후 통과될 경우 이듬해 대위로 진급하게 된다.
- 마찬가지로, 사회에서 7년간 근무한 후 입대한 의사의 경우 총 7년간의 경력을 최저복무기간으로 계산하여, 대위 5호봉으로 임관하게 된다. 따라서, 임관한 후 2년째가 되는 해 말에 소령으로의 최저복무기간에 도달하게 되며, 그 해에 소령 진급심사를 받은 후 통과될 경우 이듬해 소령으로 진급하게 된다. (참고로 각 군별로 최저복무기간이 상이하기 때문에 진급여부 및 시기는 군별로 달라지게 된다.)
- 대개 대학병원에서 인턴으로 근무할 경우 그 기간이 1년이고, 레지던트는 4년이기 때문에, 일반의의 경우에는 중위로, 전문의의 경우에는 대위로 임관하게 되지만 항상 이와 같이 대응되는 것은 아니다.
- 흔히 알려진 바와 달리, 의사가 보유한 의학사, 석사, 박사 등의 학위는 군의관의 계급과 무관하다. 다만 학위에 따르는 차이점이 있다면 의학박사 학위가 있으면 전역한 다음날 소령으로 자동진급된다는 차이만 존재한다. 현역복무에 한정해서 학위와 계급이 무관하다.

## 참고
1. ↑  이경록,신동환 (Dec 2001). “고려시대의 의료제도와 그 성격”. 《의사학》 (대한의사학회) 10 (2): 153–180.
2. ↑  http://www.newsen.com/news_view.php?uid=201202280943434100 공무원직종 축소추진, 세부직종 2개 축소 간소화 ‘30년 만에 손질’. 계약직과 기능직을 일반직으로 통합